# Tina (zpěvačka)
‌‌‌‌‍‍Tina (* 11. března 1984 Prešov), rozená Martina Csillaghová, je slovenská zpěvačka, moderátorka s maďarskými kořeny pohybující se v oblasti reggae, hip hopu a R&B. Spolupracuje zejména se slovenskými rappery, například s Rytmusem a Egem.

## Hudební kariéra
První debutové album vydala v roce 2004 s názvem „Tina“ pod Millenium Records. Hudbu obstaral DJ Jazzy, dále zde hostovali DJ Wich, Vec a Čistychov. V témže roce též společně s Čistychovem vystoupila na koncertě De La Soul v pražské Malé sportovní hale v setu s Indy & Wichem a PSH. Tina se stala objevem roku na Grand Prix Radio 2004 a byla nominovaná ve dvou kategoriích na slovenské hudební ceny Aurel.
O dva roky později vydává své druhé album pod značkou EMI s názvem „Chillin“. Toto album bylo vyprodukováno také ve spolupráci s Čistychovem. V rámci svého druhého alba také zazněl zatím její nejúspěšnější song „Viem, že povieš áno“.
V roce 2009 spatřila světlo světa její již v pořadí třetí deska s názvem „Veci sa Menia“. Poslední desku „S.E.X.Y.“ vydala v roce 2011.
Od roku 2014 je vdaná za slovenského rapera Separa. 14. srpna 2020 Tina a Separ oznámili po sedmi letech rozchod.

## Ocenění
V únoru 2012 získala na Slovensku titul Zlatý slavík v kategorii „Zpěvačka roku“.

## Hity (Výběr)
- Tina nazpívala také pár písní se slovenským raperem Rytmusem – „Príbeh“, „Všetko má svoj koniec“, „Musíš mať nádej“ etc.
- „Viem, že povieš áno“

## Moderování
- Tina uváděla druhou řadu Česko Slovenské SuperStar a první dvě řady Hlasu Česko Slovenska spolu s českým moderátorem Leošem Marešem.
- Rok moderovala také hitparádu TV JOJ.

## Rodinné vztahy
Slovenskému fotbalistovi Richardu Lásikovi porodila v roce 2013 syna Leonarda (Lea).